# Belton (Missouri)
Belton – miasto w Stanach Zjednoczonych, w stanie Missouri, w hrabstwie Cass.